# ダニエル・フォスマール
ダニエル・フォスマール（Daniel Vosmaer、1622年2月27日生まれ、1666年以降に没）は、オランダの画家である。都市景観図を描いたことで知られている。

## 略歴
デルフトで、金細工師、アーレント・フォスマール（Arent Woutersz. Vosmaer）の息子に生まれた。父方の叔父、ヤコブ・フォスマール（Jacob Woutersz. Vosmaer: c.1584-1641）は静物画などを描いた画家であった 。弟のニコラース・フォスマール（Nicolaes Vosmaer: 1624-1664）も画家になった。
叔父のヤコブ・フォスマールから絵を学び、1650年10月にデルフトの聖ルカ組合の会員になった 。多くの文書に、当時の有名画家の一人、カレル・ファブリティウス（1622-1654）と協力し合った記録がある。都市の景観を描いた作品で知られていて、1654年の「デルフトの雷鳴（Delftse donderslag）」と呼ばれるデルフトの火薬保管庫の爆発事故の後のデルフトの風景を描いたことでも知られている 。
市民権を持ったままデルフトを離れ、兄弟の一人の住む同じ南ホラント州の港町ブリーレ（Brielle）に移った。1661年にブリーレのパン屋の未亡人と結婚した。ブリーレでは酒類の徴税の仕事でよい収入を得ていたとされる。
1666年以降にブリーレで亡くなったと考えらえている 。

## 作品

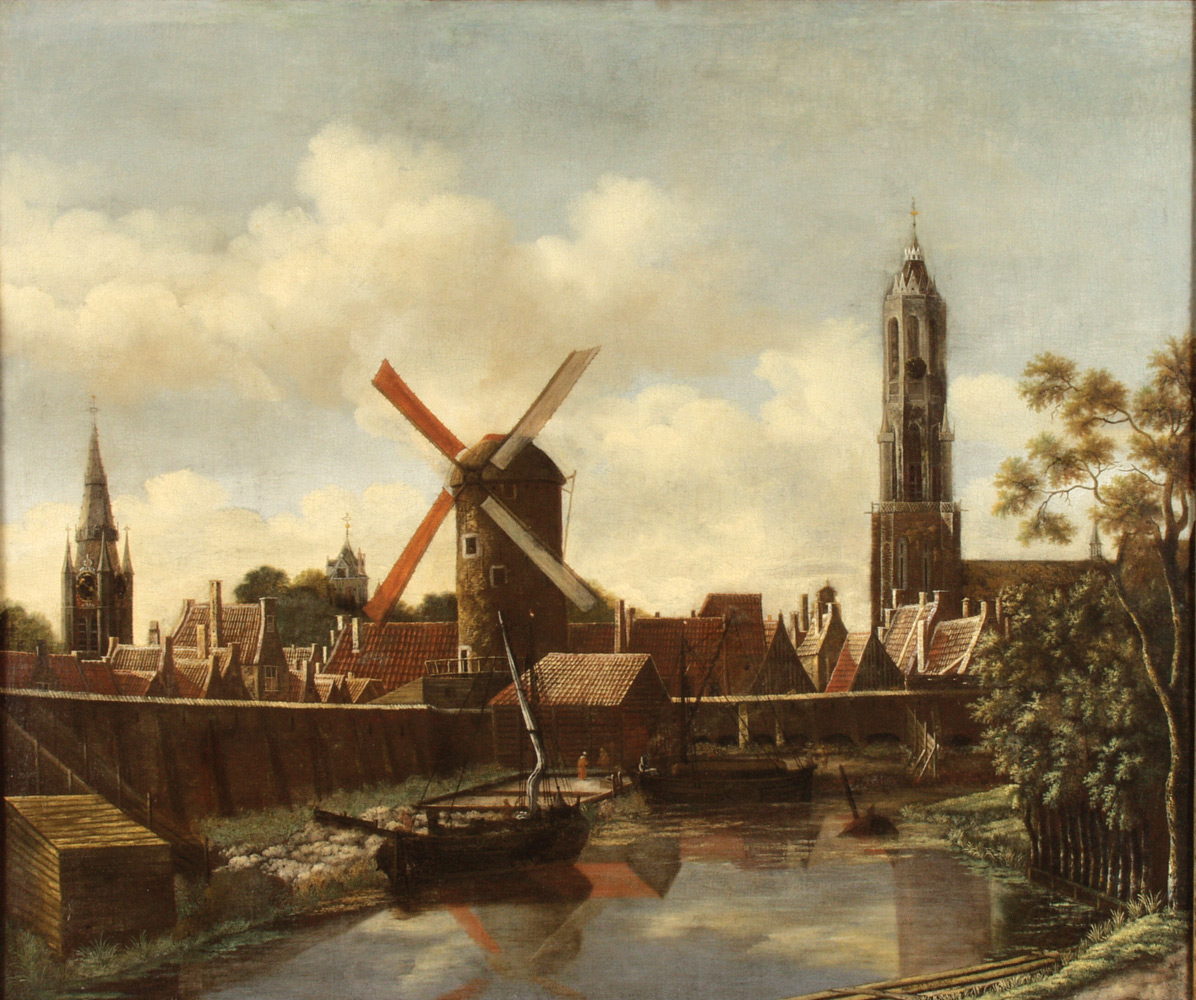
デルフトの港の風景 (1658/1660) ポンセ美術館
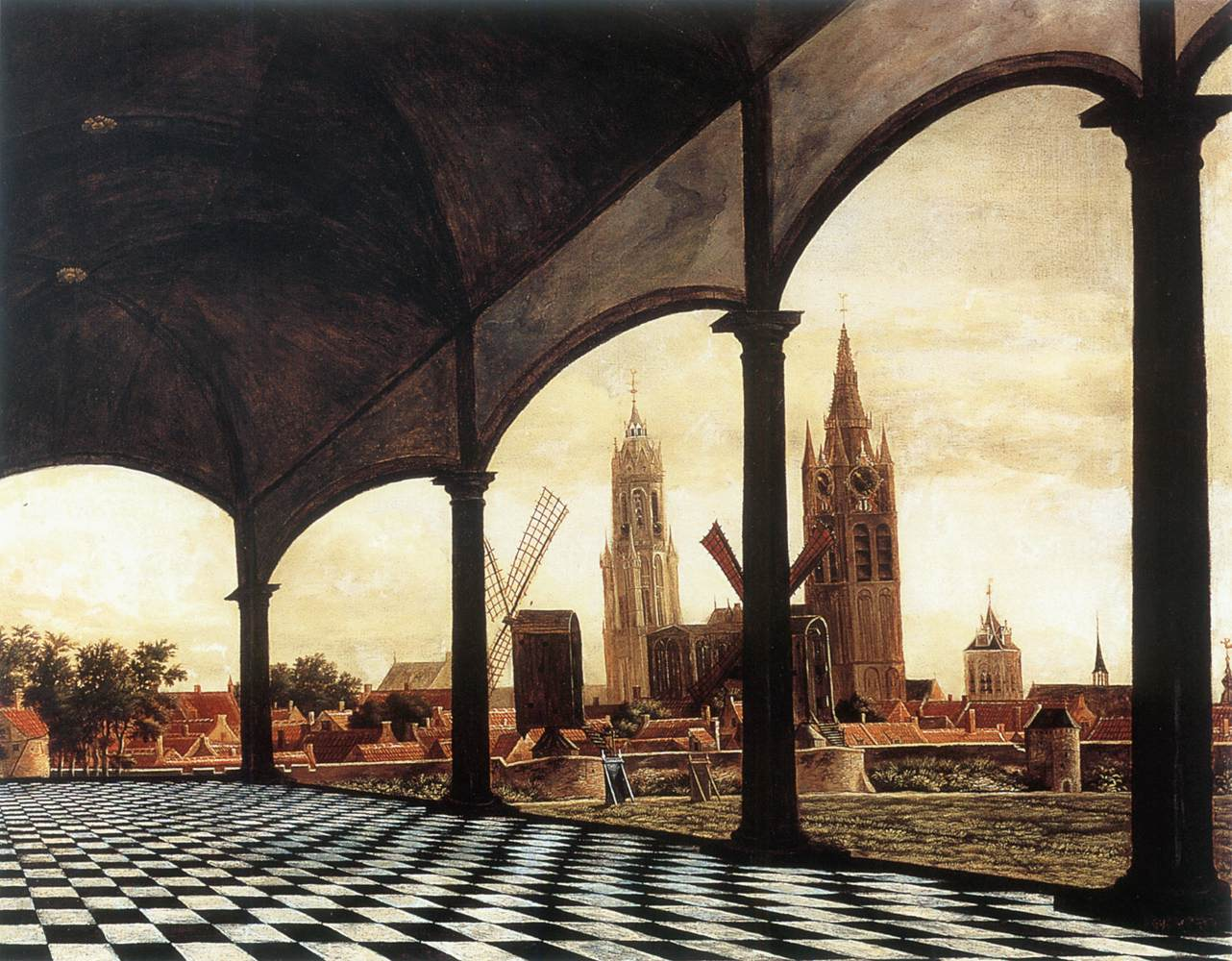
架空のロッジアから見たデルフトの風景 (1663) デルフト・プリンセンホフ博物館
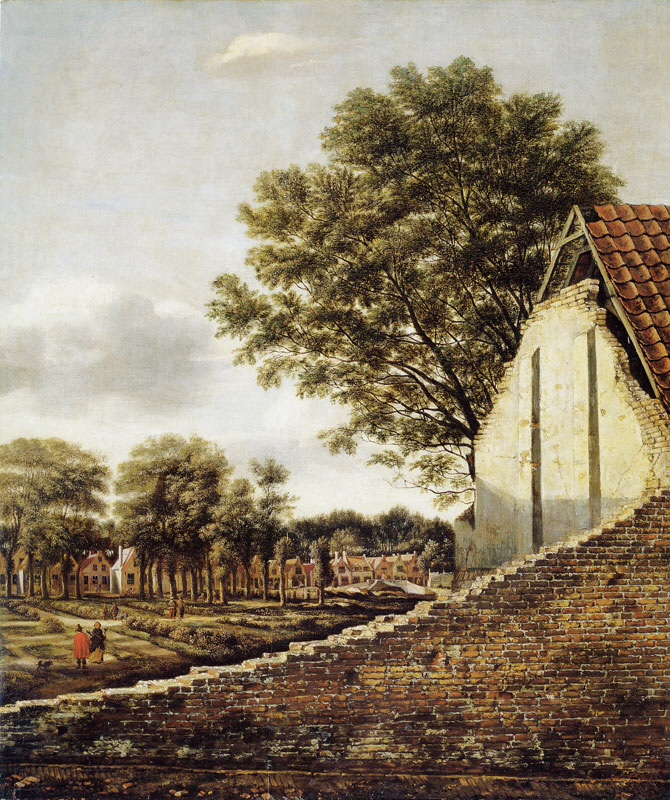
オランダの街の風景(1661/1663) Frances Lehman Loeb Art Center